# Rocinela patriciae
Rocinela patriciae là một loài chân đều trong họ Aegidae. Loài này được Lima miêu tả khoa học năm 1986.